# Guelmim
Guelmim, Guelmin, Kulmim, Gulimim, Goulimime, Goulmima, Goulimine o Kalmīm (en àrab كلميم, Gulmīm; en amazic ⴳⵯⴻⵍⵎⵉⵎ) és un municipi de la província de Guelmim, a la regió de Guelmim-Oued Noun, al Marroc. Segons el cens de 2014 tenia una població total de 118.318 persones

## Geografia
Està situat al sud-oest del país, a uns 200 km al sud d'Agadir, a 125 km de Tiznit i a 30 km de l'oceà Atlàntic. La ciutat és considerada la porta d'entrada al Sàhara al Marroc. Havia estat un centre de caravanes en el camí de Tombouctou. Avui dia és un important lloc de comerç i intercanvi entre la població assentada i nòmades del desert. Té un mercat setmanal de camells setmanal, conegut com l'"Amhayrich", que és el major mercat de camells al Marroc.
Les llengües parlades a la regió són el dàrija, l'amazic i l'àrab hassania (dialecte beduí). Hi ha diverses tribus àrabs i amazigues al voltant de Guelmim, incloent els Ait Bouhou, els Azwafit, els Aït Oussa, els Reguibat, Aït Brahim, els Aït Yassin i Ait Lahcen i Aït Baâmrane.

## Agermanaments
- Rikoua des del 20 de desembre de 2009
- Marcory des del 20 de desembre de 2009